# Симизино
Симизино — село в Юрьев-Польском районе Владимирской области России, входит в состав Небыловского сельского поселения.

## География
Село расположено в 10 км на запад от центра поселения села Небылое и в 23 км на юго-восток от райцентра города Юрьев-Польский.

## История
В старинных документах село Симизино в первый раз упоминается в духовной грамоте Великого князя Василия Васильевича, написанной в 1462 году, из которой видно, что Симизино в то время принадлежало сыну Великого князя Борису Васильевичу, князю Волоцкому. В 1477 году Борис Васильевич в своей духовной грамоте пожаловал Симизино сыну князю Феодору Борисовичу. В 1497 году князь Феодор Борисович променял Симизино и другие свои Юрьевские вотчины, дяде своему, Великому князю Иоанну Васильевичу, от которого получил взамен их вотчины, принадлежавшие Великому князю в Тверском уезде. Таким образом, Симизино в конце XV века перешло в ведомство государева дворцового приказа. В 1834 году на средства прихожан была построена каменная церковь с колокольней. Престолов в церкви было четыре: в холодной — в честь Святителя и Чудотворца Николая и в теплой трапезе: в честь Иварской иконы Божьей Матери, в честь Владимирской иконы Божьей Матери и во имя преподобного Павла Фивейского. Придел Павла Фивейского построен в 1864 году на средства бывшего помещика сельца Городищ Павла Николаевича Новокщенова. В 1893 году приход состоял из села Симизино, деревени Беляиха и сельца: Городище, Лазоревское, Озерцы и Гнездово. Всех дворов в приходе 199, мужчин — 602, женщин — 686. В 1894 году в селе была открыта школа грамотности. В годы Советской Власти церковь была полностью разрушена.
В конце XIX — начале XX века село входило в состав Семьинской волости Юрьевского уезда.
С 1929 года село входило в состав Озерецкого сельсовета Юрьев-Польского района, в 1935—1963 годах — в составе Небыловского района, с 1977 года — в составе Краснозареченского сельсовета, с 2002 года — в составе Федоровского сельсовета, с 2005 года — в составе Небыловского сельского поселения.

## Население
| 1859 |
| ---- |
| 310  |

| 1859 | 1905 | 2002 | 2010 | 2021 |
| ---- | ---- | ---- | ---- | ---- |
| 310  | ↗392 | ↘19  | ↘7   | ↗30  |